# Soy Luna (álbum)
Soy Luna (título original), Sou Luna (título no Brasil), é o primeiro álbum da telenovela argentina Soy Luna. Foi lançado na Argentina em 26 de fevereiro. No Brasil o álbum chegou em 18 de março, mesma semana da estreia da novela, enquanto em Portugal chegou no dia 13 de abril. O álbum reúne músicas da primeira parte da 1°temporada da novela, a abertura, "Alas", interpretada pela protagonista Karol Sevilla, além de outras músicas.

## Capa e encarte
Na Europa, o CD foi lançado com uma capa diferente da versão padrão. Na Itália, o disco também recebeu uma capa diferente da versão latina e europeia do disco, e foi incluído duas músicas no idioma local. Na Alemanha, o CD foi lançado com uma faixa bônus no idioma local do país.

## Singles
- Alas - A primeira música de Soy Luna foi lançada no dia 15 de janeiro de 2016. No mesmo dia foi lançado o lyric-vídeo oficial, pelo canal do YouTube do Disney Channel Latino, o lyric acumula mais de 150 milhões visualizações. No dia 26 de agosto, no último capítulo da 1°temporada, foi exibido o videoclipe oficial da música. A canção abre a turnê Soy Luna en concierto. A música também está no segundo CD da novela, em uma versão interpretada por todo o elenco. Na Itália, Sevilla regravou a canção em italiano, que serviu como tema de abertura. A canção também possui uma versão remix, que é o tema de abertura da segunda temporada, sendo interpretada por parte do elenco durante o refrão.
- Sobre Ruedas - A sexta música do disco foi lançado no dia 19 de fevereiro. A música é interpretada pelo elenco feminino de Soy Luna. Apesar de ser o segundo single da novela, a música começou a ser veiculada na novela a partir do capítulo 41, quando a segunda trilha sonora começa a ser veiculada. No mesmo dia do lançamento, foi publicado o lyric da música. A música fala sobre a paixão pela patinação. Está presente na turnê oficial da telenovela, Soy Luna en concierto.

## Canções
- Valiente - A segunda música do álbum, é interpretada por Michael Ronda. A música fala sobre a personagem protagonista, Luna. A canção foi a mais executada durante a telenovela, com versões acústicas, remixes, e versões cantadas por todo o elenco. O clipe oficial foi lançado durante o último capítulo, e mostra a banda dos garotos cantando enquanto Luna patina. Recentemente, ganhou uma versão diferente para a segunda temporada. A música está no segundo CD da novela, o "Música en ti". A canção está na turnê Soy Luna en concierto, em uma versão dueto acústica. Para o disco italiano, Michael regravou a canção no idioma local.
- Eres - A terceira canção do disco. Interpretada por Karol Sevilla e Michael Ronda, respectivamente Luna e Simón. A música foi lançada na novela durante os últimos capítulos da primeira parte da primeira temporada. A música mostra o amor que Luna sente por Simón, e Simón sente por Luna, e o que um significa para o outro. A canção está presente na turnê Soy Luna en concierto. Assim como as duas primeiras faixas, a música também está no segundo disco, que além de Sevilla e Ronda, conta com a participação de Ruggero Pasquarelli.
- Prófugos - Quarta canção do álbum. Regravação da banda argentina Soda Stereo, a música ganhou uma nova versão na telenovela da Disney, com um instrumental mais animado. A canção foi apresentada na novela diversas vezes, sendo em dueto, solo e versão grupal. A música é interpretada por Valentina Zenere e por Ruggero Pasquarelli. A canção está presente na turnê Soy Luna en concierto, sendo interpretada por todo o elenco.
- Un Destino - A quinta música do CD é a primeira da banda ficcional "Roller Band". A música é interpretada pelo mexicano Michael Ronda e os argentinos Lionel Ferro e Gastón Vietto. A canção está presente na turnê Soy Luna en concierto. No show ao vivo, a música é apresentada sem a participação de Ferro, que é substituído por Ruggero Pasquarelli, que ainda conta com Karol Sevilla interpretando a canção.
- Corazón - A sétima música do álbum. A música é uma regravação da banda de rock argentino Los Auténticos Decadentes. A música é interpretada por Agustín Bernasconi e por Malena Ratner.
- I'd Be Crazy - O lyric-vídeo da música foi lançado no dia 26 de fevereiro, e acumula mais de 50 milhões de visualizações no YouTube. A música é interpretada pelo elenco masculino de Soy Luna, e inclui trechos em inglês na música. Assim como "Sobre Ruedas", a música começou a ser veiculada na novela a partir do capítulo 41. Antes, a telenovela exibia uma versão demo da música com a melodia e a letra modificada. A versão demo não foi lançada em nenhum disco, apesar de ter tido momentos musicais da canção na trama. "Cuando Baílo", título da versão demo, é interpretado pelo ator chileno Jorge López, que também participa da canção oficial.
- Invisibles - A música foi o primeiro videoclipe oficial da novela. Lançado em um dos capítulos da trama, o clipe mostra os garotos cantando na pista de patinação enquanto alguns figurantes patinam. Atualmente, o clipe oficial possui mais de 20 milhões de visualizações. A música ganhou um segundo clipe, durante do último capítulo da novela.
- Mírame a Mi - O segundo videoclipe da novela, interpretado por Valentina Zenere. Assim como Invisibles, o clipe estreou durante um capítulo da novela. O clipe foi publicado no Vevo e no YouTube, pelo canal oficial da Disney Music Latino. Atualmente, o clipe ultrapassa a marca de 90 milhões de visualizações.

## Faixas

### Edição para América Latina, Brasil e Portugal[4]
| N.º | Título | Compositor(es)                                               | Duração |  |
| 1.  | "Alas" (Karol Sevilla) | Eduardo Emilio Frigerio Federico San Millán Florencia Ciarlo | 3:18    |  |
| 2.  | "Valiente" (Michael Ronda) | Federico Vilas Mauro Franceschini                            | 3:10    |  |
| 3.  | "Eres" (Karol Sevilla e Michael Ronda) | Sebastián Mellino Pablo Correa Alejandro Vergara             | 2:29    |  |
| 4.  | "Prófugos" (Valentina Zenere e Ruggero Pasquarelli) | Gustavo Cerati Alberto Ficicchia                             | 3:59    |  |
| 5.  | "Un Destino" (Michael Ronda, Lionel Ferro e Gastón Vietto) | Frigerio Millán Ciarlo                                       | 4:01    |  |
| 6.  | "Sobre Ruedas" (Karol Sevilla, Valentina Zenere, Katja Martinez, Malena Ratner, Chiara Parravicini e Ana Jara) | Vilas Franceschini                                           | 2:24    |  |
| 7.  | "Corazón" (Malena Ratner e Agustín Bernasconi) | Jorge Serrano                                                | 3:10    |  |
| 8.  | "Mírame a Mí" (Valentina Zenere) | Mellino Correa Vergara                                       | 2:25    |  |
| 9.  | "I'd Be Crazy" (Ruggero Pasquarelli, Michael Ronda, Lionel Ferro, Gastón Vietto, Jorge López e Agustín Bernasconi) | Jordan Mohilowski Dan Ostebo                                 | 3:48    |  |
| 10. | "Siento" (Ruggero Pasquarelli) | Vilas Franceschini                                           | 4:08    |  |
| 11. | "Invisibles" (Michael Ronda, Lionel Ferro e Gastón Vietto) | Frigerio Millán                                              | 3:05    |  |
| 12. | "Camino" (Karol Sevilla, Valentina Zenere, Malena Ratner, Katja Martínez, Chiara Parravicini, Ana Jara, Carolina Kopelioff, Michael Ronda, Lionel Ferro, Gastón Vietto, Ruggero Pasquarelli, Jorge López e Agustín Bernasconi) | Mellino Correa Vergara                                       | 2:49    |  |

### Edição para Itália
| N.º | Título                               | Compositor(es)         | Duração |  |
| 13. | "Tutto è possibile" (Karol Sevilla)  | Frigerio Millán Ciarlo | 3:19    |  |
| 14. | "Non arrenderti mai" (Michael Ronda) | Vilas Franceschini     | 3:10    |  |

### Edição para Alemanha[5]
| N.º | Título                                                        | Compositor(es)         | Duração |  |
| 13. | "Niet te Stoppen" (Ridder van Kooten e Shalissa van der Laan) | Frigerio Millán Ciarlo | 3:19    |  |

## Lyrics vídeos
| Música       | Interprete (s)                                                                                          | Lançamento              |
| ------------ | --- | ----------------------- |
| Alas         | • Karol Sevilla                                                                                         | 15 de janeiro de 2016   |
| I'd Be Crazy | • Ruggero Pasquarelli • Michael Ronda • Agustín Bernasconi • Lionel Ferro • Gastón Vietto • Jorge López | 26 de fevereiro de 2016 |
| Sobre ruedas | • Karol Sevilla • Valentina Zenere • Katja Martinez • Malena Ratner • Chiara Parravicini • Ana Jara     | 25 de março de 2016     |

## Vídeoclipes
| Música                        | Interprete (s)                                                                                    | Lançamento           |
| ----------------------------- | ------------------------------------------------------------------------------------------------- | -------------------- |
| Invisibles                    | • Michael Ronda • Lionel Ferro • Gastón Vietto                                                    | 29 de abril de 2016  |
| Mírame a Mí                   | • Valentina Zenere                                                                                | 29 de abril de 2016  |
| Alas (fin de temporada)       | • Karol Sevilla • Ruggero Pasquarelli • Michael Ronda • Valentina Zenere • Jorge López • Ana Jara | 7 de outubro de 2016 |
| Invisibles (fin de temporada) | • Michael Ronda • Lionel Ferro • Gastón Vietto                                                    | 7 de outubro de 2016 |
| Valiente (fin de temporada    | • Michael Ronda • Lionel Ferro • Gastón Vietto                                                    | 7 de outubro de 2016 |

## Desempenho nas tabelas musicais
| Chart (2016)                          | Posição |
| ------------------------------------- | ------- |
| Argentina (CAPIF)                     | 1       |
| França (SNEP)                         | 6       |
| Alemanha (Offizielle Deutsche Charts) | 20      |
| Polónia (ZPAV)                        | 47      |
| Portugal (AFP)                        | 3       |
| Espanha (PROMUSICAE)                  | 1       |

## Certificações
| País (Empresa) | Certificação |
| -------------- | ------------ |
| Argentina      | Platina      |
| Espanha        | Ouro         |
| México         | Ouro         |
| Polônia        | Ouro         |

## Histórico de lançamento
| País | Data                    | Formato(s)                      |
| --- | ----------------------- | ------------------------------- |
| Argentina · Bolívia · Chile · Colômbia · Cuba · Costa Rica · Equador · El Salvador · Guatemala · Honduras · Nicarágua · México · Panamá · Paraguai · Peru · República Dominicana · Uruguai · Venezuela | 26 de fevereiro de 2016 | CD, Download digital, Streaming |
| Brasil | 26 de fevereiro de 2016 | Download digital, Streaming     |
| Brasil | 18 de março de 2016     | CD                              |
| Portugal | 13 de abril de 2016     | CD, Download digital, Streaming |